# John Hicks (baseball)
Pour les articles homonymes, voir John Hicks (homonymie) et Hicks.
John Austin Hicks (né le 31 août 1989 à Richmond, Virginie, États-Unis) est un receveur des Rangers du Texas de la Ligue majeure de baseball.

## Carrière
Joueur à l'école secondaire de Goochland, John Hicks est repêché en 2008 au 31e tour de sélection par les Angels de Los Angeles. Il ignore l'offre pour rejoindre les Cavaliers de l'université de Virginie, puis signer son premier contrat professionnel avec les Mariners de Seattle, qui le repêchent au 4e tour en 2011.
Le 28 août 2015, les Mariners relèguent aux ligues mineures leur receveur principal, Mike Zunino, et appellent Hicks pour la première fois. Il fait ses débuts dans le baseball majeur le 29 août, mais d'une manière inattendue. Lorsque le joueur d'arrêt-court Ketel Marté se blesse au cours d'un match face aux White Sox de Chicago, les Mariners déplacent Kyle Seager à sa position, laissant le troisième but vacant pour que Hicks y fasse ses débuts comme remplaçant défensif. Hicks obtient un premier départ au poste de receveur le 30 août, toujours contre les White Sox, et récolte son premier coup sûr en carrière, face au lanceur José Quintana.
Au début de son adolescence à Richmond, Hicks joue deux étés (2002 et 2003) dans la même équipe de baseball, les Riverdogs, que le futur joueur de football Russell Wilson, qui était lanceur.
Hicks est réclamé au ballottage par les Twins du Minnesota le 2 décembre 2015, puis par les Tigers de Détroit le 23 avril 2016.